# Mouvement de la tempérance
 (décembre 2015).
Si vous disposez d'ouvrages ou d'articles de référence ou si vous connaissez des sites web de qualité traitant du thème abordé ici, merci de compléter l'article en donnant les références utiles à sa vérifiabilité et en les liant à la section « Notes et références ».

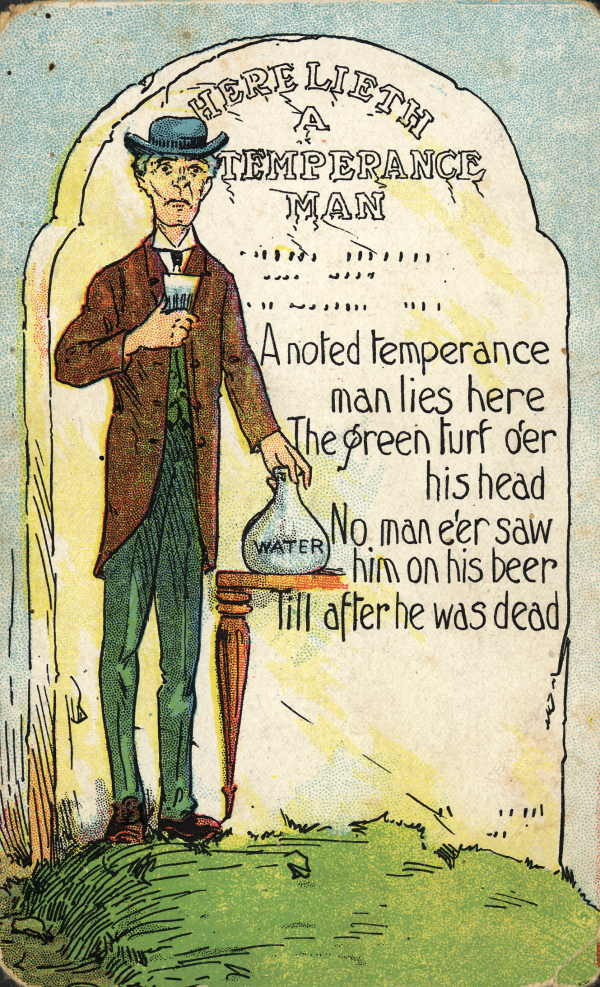
Affiche australienne, vers 1906 : Ci-gît un respectable homme de tempérance, l'herbe verte au-dessus de sa tête. Aucun homme ne l'a jamais vu boire de bière jusqu'après sa mort.

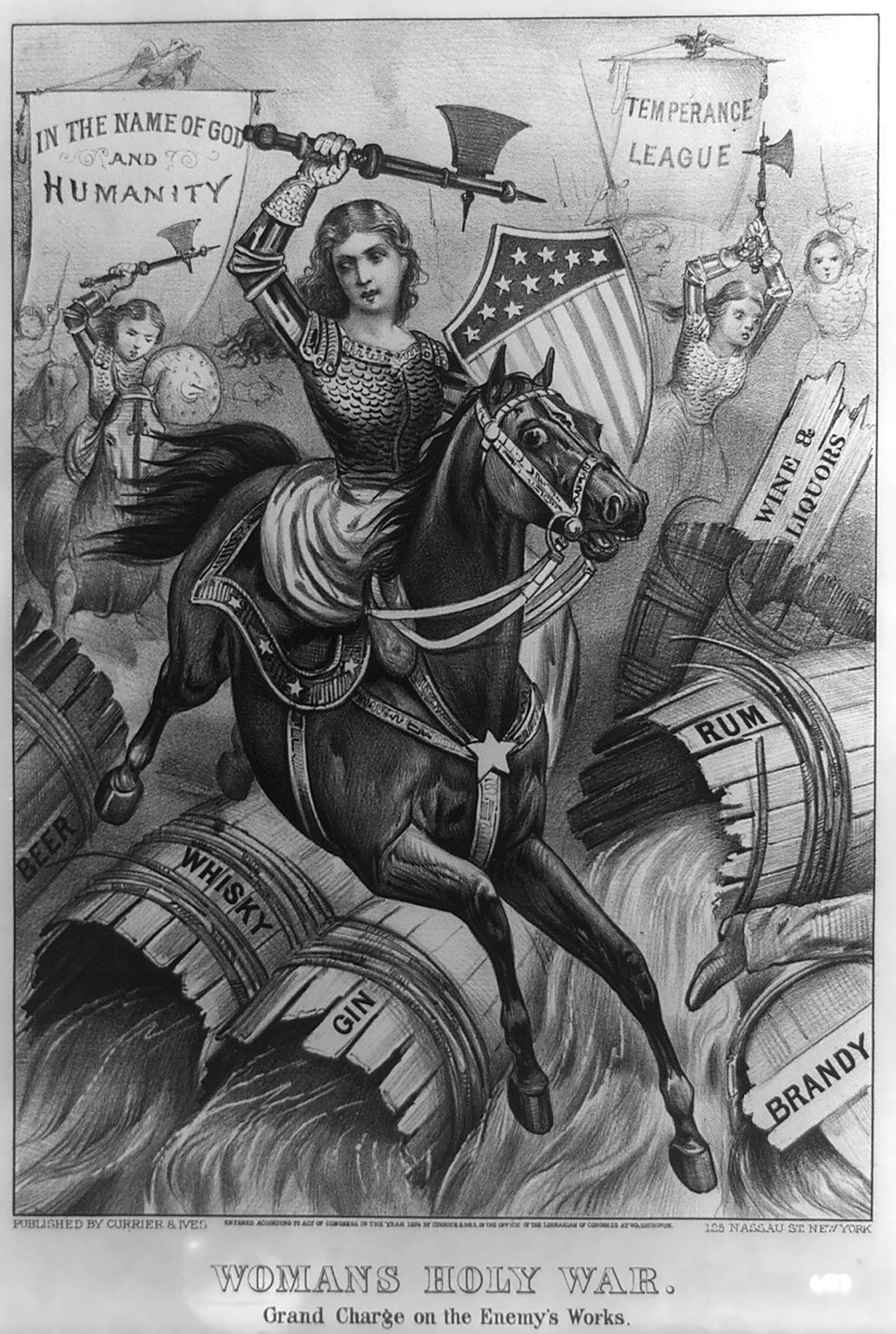
Affiche américaine soutenant la prohibition.

Le mouvement de la tempérance est un ensemble d'associations, de ligues religieuses ou non, dont la mission est de s'opposer à la consommation d'alcool. Son fondement est souvent d'ordre religieux ou moral : la plupart des mouvements du XXe siècle en Occident sont également associés au mouvement féministe, l'alcool étant souvent pointé comme étant la cause de violences conjugales et absorbant une part substantielle des revenus des familles à bas revenus.

## États-Unis

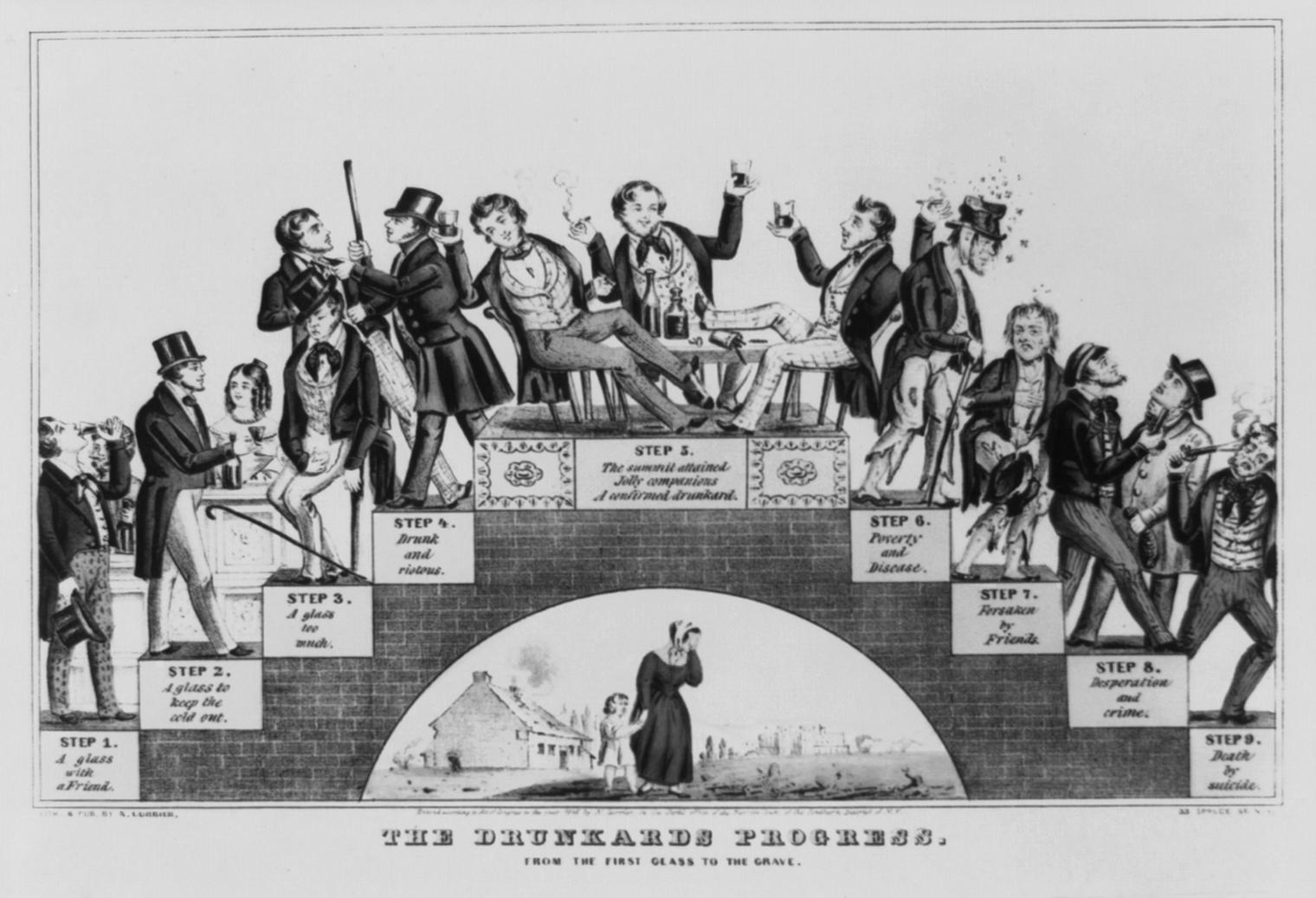
The Drunkard's Progress, lithographie de Nathaniel Currier, énonce la théorie des Ligues de tempérance aux États-Unis (1846).

Au sein des Treize colonies britanniques de la côte atlantique, les contrôles informels dans la vie privée et communautaire encourageaient l'idée que l'abus d'alcool était inacceptable. Alors que la société rurale s'urbanisait progressivement, les modes de consommation de boissons alcoolisées commençaient à se modifier. Pendant que la révolution américaine approchait, les changements économiques et l'urbanisation étaient accompagnés d'une montée de la pauvreté, du chômage et de la criminalité. Ces problèmes sociaux émergeant étaient souvent mis sur le dos de l'ivresse. Le contrôle social sur l'abus d'alcool a régressé, les ordonnances contre l'ivresse se sont relâchées et les problèmes d'alcool ont énormément augmenté.
Dans ces conditions, de nombreuses personnes ont cherché des explications et une solution aux problèmes de boisson. Une suggestion vient de l'un des principaux médecins de cette époque, le docteur Benjamin Rush. En 1784, le Dr Rush avança que la consommation excessive d'alcool provoquait des dommages sur la santé physique et psychologique (il croyait plus en la modération qu'en la prohibition). Apparemment influencés par les propos largement discutés de Rush, environ 200 fermiers d'une communauté du Connecticut formèrent une association de tempérance en 1789. Des associations similaires se sont formées en Virginie en 1800 et dans l'État de New York en 1808. Au cours des décennies suivantes, d'autres organisations de tempérance ont été formées dans 8 États, certaines influentes dans l'État entier.
L'avenir semblait brillant pour ce jeune mouvement qui militait pour la tempérance ou la modération plutôt que l'abstinence. Mais plusieurs de leurs leaders en sous-estimèrent la force. Certains groupes élargirent leurs activités et prirent position sur la profanation du Sabbath et d'autres points d'ordre moral. Ils s'impliquèrent dans des combats politiques et au début des années 1820 leur mouvement stagna.
Alors certains leaders persévérèrent à faire avancer la cause, des Américains comme Lyman Beecher, pasteur presbytérien du Connecticut, se mirent à haranguer leurs concitoyens contre la consommation d'alcool en 1825.  La Société américaine de tempérance fut formée en 1826 et bénéficia d'un regain d'intérêt pour la religion et la morale. Dans les 12 années qui suivirent, elle revendiquait plus de 8 000 groupes locaux et plus d'un million et demi d'adhérents. En 1839, 18 journaux de tempérance étaient publiés. Dans le même temps, plusieurs églises protestantes entamaient la promotion de la tempérance.

### Histoire des organisations de tempérance

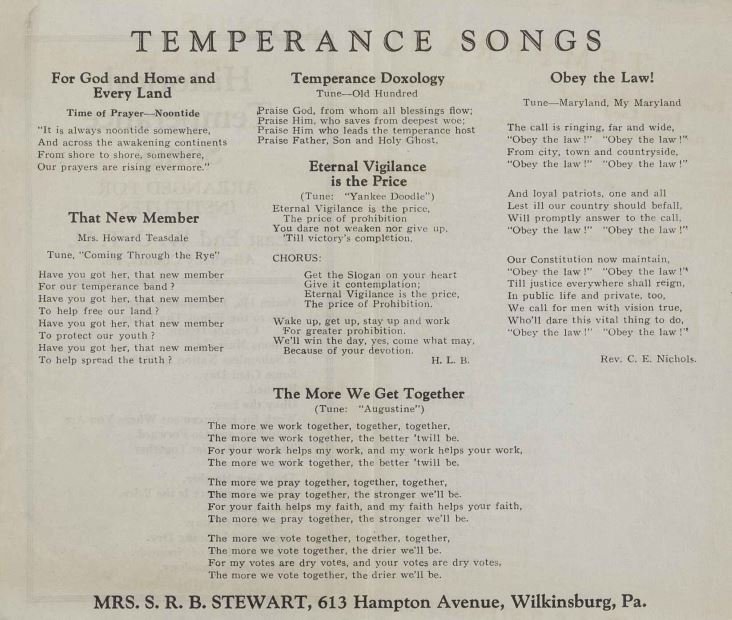
Chansons populaires de tempérance.

Dès le XVIe siècle apparaissent des sociétés de tempérance, comme celle fondée en 1524 par les grands Électeurs de Trèves et du Palatinat.
Entre 1830 et 1840, la plupart des organisations de tempérance argumentaient que le seul moyen d'empêcher l'ivresse était d'éliminer la consommation d'alcool. La Société de Tempérance devint la Société d'Abstinence. L'Ordre indépendant des bons Templiers, les Fils de la tempérance, les Templiers de l'honneur et de la tempérance, la Ligue Anti-Saloon (en), le Parti national de la prohibition et d'autres groupes se sont formés et développés rapidement.  
Tandis qu'il avait commencé par défendre une consommation modérée d'alcool, le mouvement insistait alors pour que personne ne soit autorisé à boire d'alcool en quelque quantité que ce soit. Il s'y impliquait avec une ferveur religieuse et des convictions grandissantes.
La loi du Maine, adoptée en 1851, fut l'une des premières concrétisations institutionnelles du développement des mouvements de tempérance aux États-Unis. Le militant Neal S. Dow (en) aida à la mise en œuvre de cette loi,. L'adoption de la loi qui prohibait la vente de toute boisson alcoolique « sauf pour usage médical, mécanique ou manufacturier », s'est rapidement répandu ailleurs et, en 1855, 12 États avaient rejoint le Maine dans la prohibition totale. Il y avait les « États secs » (Dry States), les États sans prohibition étaient les « États humides » (Wet States).
La loi était impopulaire dans les classes ouvrières et immigrantes[réf. nécessaire]. L'opposition à la loi se transforma en violence à Portland (Maine), le 2 juin 1855, lors d'incidents connus sous le nom d' Émeutes contre la loi Maine.

### Éducation à la Tempérance
En 1880, la Woman's Christian Temperance Union (WCTU) fonda un département d'éducation scientifique à la tempérance dans des écoles et des collèges, dont Mary Hunt devient responsable. Elizabeth D. Gelok fut une des femmes qui enseigna la Tempérance Scientifique dans les écoles et les collèges auprès des étudiants. Elle fut également membre du WTCU auprès de Mary Hunt. Elizabeth Gelok décida d'utiliser la législation pour accentuer la pression morale des étudiants, qui seraient la prochaine génération d'électeurs. Cela donna naissance à l'idée de la nécessité d'un mouvement d'éducation scientifique pour la tempérance.
Au tournant du siècle, les efforts combinés de Mary Hunt, d'Elizabeth Gelok et des autres enseignants ont démontré leur succès. De plus, la mise en pratique de cette législation était étroitement surveillée jusque dans les classes d'école par des membres du WTCU.
Les écrivains proches du mouvement de tempérance ont vu dans le programme d'éducation obligatoire à la tempérance du WTCU un facteur majeur conduisant à l'établissement d'une prohibition nationale avec l'adoption du 18e amendement à la constitution des États-Unis. 
À cause de la corrélation entre la consommation d'alcool et les violences domestiques, le mouvement de tempérance coexistait avec d'autres mouvements, comme le droit des femmes et le mouvement progressiste, et souvent les mêmes activistes étaient impliqués dans chacun d'eux. Plusieurs personnalités, notamment Lucy Webb Hayes, Carrie Nation, Neal S. Dow Susan B. Anthony, étaient actives dans ce mouvement. Au Canada, Nellie McClung était une avocate de longue date de la tempérance.
La prohibition était vue par les partisans du mouvement de tempérance comme une solution aux problèmes de pauvreté, de criminalité, et de violence. Certains membres du WTCU espéraient favoriser l'abstinence ailleurs dans le monde.

### Ligue Anti-Saloon
La « Anti-Saloon League (en) », sous la direction de Wayne Wheeler, a mobilisé la coalition religieuse pour faire passer des lois au niveau local et des États. Son but principal reste l'adoption du 18e amendement instituant la prohibition nationale.

## Par pays

### Canada
Au Canada, la première vague des mouvements de la tempérance est caractérisée par des groupes d'ordres fraternels comme Sons of Temperance, qui promeut l'autorégulation de l'individu. Ils vont créer un système de bénéfices pour les individus rejoignant leurs mouvements et qui s'engageaient à ne plus consommer d'alcool. Cependant, le système de bénéfices n'a pas été aussi efficace que ce qu'ils espéraient. Ils l'ont alors arrêté vers 1850. Ils vont alors tenter de faire passer des lois pour garantir la tempérance. Dans la majorité des cas ces lois ne vont pas être acceptées, sauf la loi Dunkin, permettant de faire des consultations publiques sur l'interdiction de la vente d'alcool, adoptée en 1864 au Canada-Uni. Cette loi va devenir la loi Scott après la Confédération. 
La deuxième vague des mouvements de la tempérance, qui se déroule dans les trente dernières années du XIXe siècle, est marquée par une montée de l'urbanisation, de l'industrialisation et de la contrebande d'alcool, ce qui va mettre en avant l'enjeu de l'alcool. Le Social gospel et la montée de l'adhésion au discours médical qui fait passer l'alcool du statut de médicament à celui de poison participe aussi à la politisation de l'enjeu de l'alcool. Le discours des mouvements de tempérance s'articule alors autour de la dégénérescence sociale qui serait selon eux aggravée par l'alcoolisme. Dominion Alliance est l'un des principaux mouvements de tempérance au Canada. Il va même en organiser d'autres.

### France
L'Association française contre l'abus des boissons alcooliques est fondée par Hippolyte Passy, Jean Baptiste Barth, Charles Renouard, Jean-Baptiste Dumas et Laboulaye en 1872, puis devient la Société française de tempérance. En 1905, elle fusionne avec l'Union française antialcoolique et l'Étoile universitaire pour donner naissance à la Ligue nationale contre l'alcoolisme. En 1950, elle devient le Comité national de défense contre l'alcoolisme, puis l'Association nationale de prévention en alcoologie en 1989, à laquelle se rajoute les termes « et addictologie » en 2002.

### Finlande
Lucina Hagman cofonde la première ligue de tempérance en Finlande et est membre des « Amis du conseil de l’abstème ». Elle dirige aussi la « nouvelle école mixte », le premier établissement scolaire finlandais à initier à une éducation contre l'abus d'alcool au début du XXe siècle.

### Irlande
Anne Jane Carlile (1775 - 1864) est une pionnière de la tempérance irlandaise. Theobald Mathew (1790 - 1856) est un réformateur catholique prônant l'abstème.